# Otto Holmström
Otto Alexis Holmström, född 11 juli 1866 i Göteborg, död 11 januari 1915 i Stockholm, var en svensk målare. 
Holmström studerade konst för Carl Larsson. Hans konst består av landskapsskildringar ofta med motiv från Visby, gatupartier från Brygge, hamnmotiv, skärgårdsbilder och interiörer i akvarell eller teckningar. Holmström är representerad vid Nationalmuseum och Göteborgs konstmuseum. Otto Holmström avled på Serafimerlasarettet i Stockholm. Han är begravd på Västra kyrkogården i Göteborg.
I boken Förtrollningens problem beskriver Ewert Taube, Otto Holmström, på ett varmt och humoristiskt sätt från en tids vistelse i dennes atelje i Posseska palatset / Stockholm år 1914. Holmström var vid tillfället mycket fattig och blev sjuk under Taubes besök. Han avled året därpå. Taube hade stor respekt för Holmström som konstnär och tecknare.